# Ricardo Marín Sánchez
Ricardo Marín Sánchez (* 18. März 1998 in Mexiko-Stadt) ist ein mexikanischer Fußballspieler auf der Position eines Stürmers.

## Leben

### Vereinsstationen
Marín begann seine Laufbahn im Nachwuchsbereich des Club América, in dessen erster Mannschaft er erstmals am 19. Februar 2017 in einem Ligaspiel zum Einsatz kam, als der Club América bei seinem Erzrivalen Deportivo Guadalajara mit 0:1 unterlag.
Weil er sich beim Club América nicht durchsetzen konnte, wurde Marín für die Saison 2018/19 an den Club Necaxa verliehen, bei dem er jedoch nur zu zwei Kurzeinsätzen kam. In der darauffolgenden Saison 2019/20 wurde Marín an den Zweitligisten Celaya FC ausgeliehen, für den er zu 18 Einsätzen kam und 6 Treffer erzielte. 
Vor der Saison 2020/21 wurde Marín vom Club América an den Erstligisten Mazatlán FC verkauft, bei dem er auch nur zu drei Kurzeinsätzen kam.
Zur Saison 2021/22 verkaufte der Mazatlán FC den Spieler an seinen vorherigen Verein Celaya FC, für den er in den folgenden zwei Jahren zu 63 Einsätzen kam und 28 Tore schoss. Mit insgesamt 10 Treffern, die er in der Clausura 2023 erzielte, war Marín Torschützenkönig der Liga de Expansión MX und erhielt für die Apertura 2023 einen Vertrag beim aktuellen Vizemeister Deportivo Guadalajara.
Im Januar 2025 wurde Marín an den Club Puebla ausgeliehen.

### Nationalmannschaft
Bei der U-17-Fußball-Weltmeisterschaft 2015 kam Marín in allen 7 Begegnungen der mexikanischen U-17-Auswahl zum Einsatz und erzielte im Spiel um Platz 3 (2:3-Niederlage gegen Belgien) einen Treffer.

## Erfolge

### Persönlich
- Torschützenkönig der zweiten Liga: Clausura 2023